# Marco Cè
Marco Cè (Isano, Crema, 1925. - 12. svibnja 2014.), talijanski katolički svećenik, biskup i kardinal

## Životopis
Rođen je u Izanu (Crema) 1925. godine, za svećenika je zaređen 1948., a za biskupa 1970. godine. Najprije je pomoćni i generalni vikar u Bologni, gdje 1976. postaje generalni asistent Katoličke akcije. Godine 1978. promoviran je za patrijarha Venecije, a 1979. imenovan je kardinalom. Kad je navršio 75 godina, ponudio je papi odreknuće od službe, a u siječnju 2002. naviješta biskupiji novog nasljednika, monsinjora Angela Scolu. Djela: Tvoje lice, Gospodine, ja tražim i dr.